# Larkána
Larkána je město na severozápadě provincie Sindh v Pákistánu, správní středisko stejnojmenného okresu (distriktu). Jižní částí města protéká řeka Indus. Na území distriktu se nachází Mohendžodaro, archeologické naleziště harappské kultury. Larkána je 15. největší město Pákistánu. Ve městě žije 364 033 obyvatel (údaj z roku 2019).

## Historie
Město bylo založeno roku 1855. Za britské nadvlády se Larkána rychle rozrůstala a stala se správním městem a centrem stejnojmenného okresu a dočasně také součástí Bombajského prezidentství. Městem procházela severozápadní železnice, úrodná půda umožnila rozvoj zemědělství, na které navázal průmysl. V roce 1901 proběhlo sčítání lidu, podle nějž zde žilo 14 543 obyvatel.

## Geografie
Larkána se nachází přibližně na 27° severní šířky a 68° východní délky. Leží na severozápadě provincie Sindh. Město se nachází na jižním břehu Gharského kanálu, asi 64 km od města Shikarpur a 58 km severovýchodně of města Mehar.

## Klima
Larkána má horké pouštní klima. Léta jsou velmi horká (teploty dosahují až 53 °C), zimy jsou chladné (teploty klesají až na −2 °C).
Takto horké počasí si občas vyžádá ztráty na životech, jako např. v roce 2007, kde v důsledku veder zemřelo několik lidí. Většina obyvatel města se v létě snaží držet doma, občas jsou hlášeny případy upadnutí do bezvědomí. Velmi horké dny jsou ve městě od května do září, po nich následuje monzunové období s dešti, které někdy zaplaví přilehlé oblasti.
| Larkána – podnebí                     | Larkána – podnebí | Larkána – podnebí | Larkána – podnebí | Larkána – podnebí | Larkána – podnebí | Larkána – podnebí | Larkána – podnebí | Larkána – podnebí | Larkána – podnebí | Larkána – podnebí | Larkána – podnebí | Larkána – podnebí | Larkána – podnebí |
| Období                                | leden             | únor              | březen            | duben             | květen            | červen            | červenec          | srpen             | září              | říjen             | listopad          | prosinec          | rok               |
| ------------------------------------- | ----------------- | ----------------- | ----------------- | ----------------- | ----------------- | ----------------- | ----------------- | ----------------- | ----------------- | ----------------- | ----------------- | ----------------- | ----------------- |
| Nejvyšší teplota [°C]                 | 29,2              | 36,0              | 44,8              | 50,0              | 53,0              | 51,0              | 47,0              | 44,0              | 43,0              | 41,0              | 37,0              | 32,2              | 53,0              |
| Nejnižší teplota [°C]                 | −1,1              | 0,0               | 4,3               | 10,8              | 14,4              | 18,3              | 21,5              | 19,2              | 20,5              | 13,0              | 6,1               | 0,0               | −1,1              |
| Průměrné srážky [mm]                  | 2,3               | 1,1               | 4,6               | 4,5               | 2,5               | 8,5               | 17,4              | 09,1              | 1,5               | 0,0               | 0,0               | 0,6               | 52,1              |
| Dní s deštěm                          | 0,6               | ,5                | 1,0               | 0,7               | 0,2               | 0,7               | 1,3               | 1,2               | 0,2               | 0,3               | 0,1               | 0,4               | 7,2               |
| Zdroj: PMD (1988–2018) 15 března 2018 |                   |                   |                   |                   |                   |                   |                   |                   |                   |                   |                   |                   |                   |

## Školství
Ve městě funguje několik starých i nových škol; kromě základních škol i vyšší odborné školy, několik vysokých škol a univerzita.

### Školy a vysoké školy
Mezi lokální školy patří Vyšší odborná škola Government Pilot Higher Secondary School (byla založena britskými kolonisty v roce 1926), dívčí střední škola, Veřejná škola Larkana, střední škola Deeni Madersa, Strathmore School System a univerzita Government Degree College. Mezi technologické instituty patří např. Polytechnický institut a vysoká škola pedagogiky.

### Univerzity a kampusy
SZABIST otevřel první kampus v Larkaně v roce 2004. Nabízí bakalářské a magisterské studium. O několik let později otevřel SZABIST Trust i základní a vysokou školu.

## Doprava
Hlavní nádraží v Larkaně se nachází v centru města a spojuje Larkanu se zbytkem regionu Sindh a Pákistánu. Železnice také podporuje transport zemědělských produktů z Larkany do hlavního města provincie, Karáčí. Necelých 30 km od Larkany se nachází letiště Mohendžodaro.
S většími městy jako Karáčí, Islámábád či Kvéta Larkanu spojují dálkové autobusy.

## Sport
Larkána je rodištěm Sindhských her, jejichž 12. ročník v roce 2009 pořádalo. Hry zahrnovaly mnoho sportů, např. fotbal, gymnastiku, lední hokej, judo, karate, squash či wushu. Součástí her jsou i tradiční sporty jako např. střelba, malakhara či kodi kodi. V Larkaně také sídlí kriketový klub Larkana Bulls.

## Významní rodáci
- Zulfikár Alí Bhutto – pákistánský prezident a ministerský předseda
- Shah Nawaz Bhutto – premiér státu Jhunagarah
- Fatima Bhuttová – novinářka, spisovatelka
- Sobho Gianchandani – právník
- Abida Parveenová – zpěvačka
- Rauf Lafa – komik